# 茨城ヲデル
茨城 ヲデル（いばらき ヲデル、本名及び旧芸名：広瀬 圭祐〈ひろせ けいすけ〉、1985年10月13日 - ）は、日本の俳優。茨城県つくば市出身。東京都杉並区在住。あだ名は「のりさん」「のりを（のりお）」「のりりん」。
かつてはACTに所属し、2017年1月よりハルク・エンタテイメントに移籍。2019年夏頃に退所。フリーの期間を経て、2021年4月よりオフィスMORIMOTO二部に所属していたが、のちに退所し、2023年5月よりG-STAR.PROに所属している。

## 来歴
2003年に茨城県立下妻第二高等学校を卒業後に上京し、専門学校武蔵野ファッションカレッジに入学。カラーコーディネート3級、洋裁技術検定3級、販売士検定3級の資格を持つ。
専門学校卒業後は洋服屋で働いていたが、2008年頃よりパフォーマンス集団「東京パワーゲート」に加入し、役者活動を開始。舞台を中心に出演していた。劇団所属時は「PePe」という愛称だった。
のちに活動の中心を映像に移し、2014年2月の『慰謝料弁護士』第5話にてスチールではあったが、これが初めての本格的なテレビドラマ出演となる。同年5月の『極悪がんぼ』第7話で初めてセリフ付きの役を演じ、『信長協奏曲』では家臣役として出演し、初めてクランクインからクランクアップまで撮影に参加した。
2015年公開の映画『道しるべ』で、映像作品では初めて名前付きの役を演じた。
2017年2月、シシド・カフカのミニアルバム『DO_S』収録曲「タチアガレ」のミュージック・ビデオに、シシド・カフカの歌声にリップシンクして踊り狂う怪しいおじさんとして出演し、大きなインパクトを与える。同年3月3日に開催された同ミニアルバムのリリースイベントや、同年12月のライブツアーの東京公演にも出演し、ステージ上でパフォーマンスを披露している。
2019年、上田慎一郎が監督・脚本を務める松竹ブロードキャスティングのオリジナル映画プロジェクト第7弾のオーディションに参加。約1500通の応募の中から、50人まで絞られたワークショップを交えた第三次オーディションまで残るものの、最終の15人には残らなかった。しかしながら、当時同事務所所属だった宮島三郎らとともにメインキャストに近い立ち位置に加わることとなり、映画『スペシャルアクターズ』に旅館の番頭役として出演を果たし、メインビジュアルにも広瀬の姿が描かれている。
2020年8月、東京都独自の芸術文化活動支援事業「アートにエールを!東京プロジェクト」にて、映像監督に初挑戦し、映像作品『帰る場所』を製作。自身も出演している。
同年11月13日、これまで本名の広瀬圭祐名義で活動していたが、茨城ヲデル名義で活動していくことを発表した。
2023年5月1日、自身のTwitterにて所属事務所がG-STAR.PROとなったことを発表した。

## 人物
特技は殺陣、物真似、茨城弁。殺陣の稽古風景はYouTubeで確認することができる。茨城弁の方言指導の仕事に携わったこともある。
濃い髭や眉毛を持った顔が特徴的。映画監督のふくだみゆきは広瀬の顔を「面長の顔に余白がないほどパーツと毛をぎゅうぎゅうに敷き詰めたような印象的なお顔」「画面にいるとつい目がいってしまうほどの顔のうるささ」と表現している。髭を剃った状態では、過去に『ホンマでっか!?TV』の再現VTRで石原良純を演じたり、『笑っていいとも!』の「そっくりさんカーニバル」のコーナーにデニス・植野行雄のそっくりさんとして出演したことがある。元々はイラン人に間違われるほどに彫が深めの端正な顔立ちであり、ジュノン・スーパーボーイ・コンテストへの応募経験もある。
髭が濃い一方で、頭髪は20代後半から薄毛になり始めている。2015年12月にサンバリュ『コンプレックス応援バラエティー みんなで悩めばコワくない』（日本テレビ）に薄毛に悩む人物として出演し、「薄毛でもカッコイイと言われたい」と告白。薄毛の先人にアドバイスをもらうため、バイきんぐ・小峠英二とともに街ロケを行った。
実際の年齢以上に見られがちであるが、MVで共演したシシド・カフカとは同い年、映画で共演した大澤数人よりも年下である。
性格は真面目で、年下の共演者にも腰が低く、謙虚で優しい。責任感が強く、人との関わりを大切にしているが、どこか抜けていていて頼りになりきらない面もあるという。
ダンスやカラオケなどに対して、上手に歌いたい、かっこよく見られたい、モテたいと思ってしまい、かつては苦手意識を持っていた。知り合いのダンスチーム「Bear Knuckle」のメンバーに「適当に曲かけるから踊ってみて」と言われた際に音に任せて体を動かしてみたところ、凄く評価され、ダンスや芝居などについてかっこよく見せようとせずとも自分が感じたまま表現すれば誰も何も言わないと気付き、きっとそれを喜んでくれる人がいると考え始め、自分自身のことも好きになっていったという。結果、シシド・カフカのMVのオーディションに合格したり、映画『スペシャルアクターズ』の主題歌の踊ってみた動画で楽しそうに踊る姿を見せていたりする。
2018年秋ごろに父親に「役者を10年やった…頑張った」と言われ、松竹ブロードキャスティングのオリジナル映画プロジェクト第7弾のオーディションに合格できなかったら役者を辞めるつもりだった。最終選考までは残らなかったため、一度は引退を決意していたものの、サブキャストとして映画『スペシャルアクターズ』への出演の声がかかり、役者を辞めることを辞めたという。
2021年8月、「初代店長ハブヲ」として茨城ヲデルをモデルにしたLINEスタンプが、目黒区の沖縄料理屋「琉球食堂ハブとマングース」によりリリースされている。

## 出演

### テレビドラマ
- ボーイズ・オン・ザ・ラン 最終話（2012年9月7日、テレビ朝日） - 警官 役
- 慰謝料弁護士〜あなたの涙、お金に変えましょう〜 第5話（2014年2月7日、日本テレビ） - 沢田修治 役[15]
- 極悪がんぼ 第7話（2014年5月26日、フジテレビ） - 借金取立て屋 役
- 奇跡の教室（2014年6月28日、日本テレビ） - 借金取りの部下 役
- 信長協奏曲 第1話 - 第5話・第9話 - 第11話（2014年10月13日 - 11月10日・12月8日 - 22日、フジテレビ） - 家臣 役[37]
- 永遠の0 第2夜（2015年2月14日、テレビ東京） - マバラカット基地隊員 役[38]
- ようこそ、わが家へ（2015年4月13日 - 6月15日、フジテレビ） - 商社マン 役
- 5→9〜私に恋したお坊さん〜（2015年10月12日 - 12月14日、フジテレビ） - お寺の坊主 役
- FINAL CUT 第7話（2018年2月27日、フジテレビ） - 山本 役
- コンフィデンスマンJP 第1話（2018年4月12日、フジテレビ）[39]
- NHKスペシャル（NHK総合）
  - シリーズ 大江戸 第1集「世界最大!! サムライが築いた“水の都”」（2018年4月29日） - 新兵衛 役[40]
  - 激闘ガダルカナル 悲劇の指揮官（2019年8月11日） - 富樫与吉大尉 役[41][42]
- 大江戸 奇跡のロスト・シティー 265年の物語（2019年1月5日、NHK BSプレミアム）
- 運慶と快慶 乱世が生んだ美の革命（2019年9月21日、NHK BSプレミアム） - 又七 役[43]
- おじさんはカワイイものがお好き。 最終話（2020年9月10日、読売テレビ）
- トッカイ〜不良債権特別回収部〜 第5話（2021年2月14日、WOWOW）
- 特捜9 season4 最終回スペシャル（2021年6月30日、テレビ朝日）
- 邪神の天秤 公安分析班 第8話・第9話（2022年4月3日・10日、WOWOW）
- ロマンス暴風域 第4話（2022年7月27日、MBSテレビ/TBSテレビ） - 客 役
- ケイ×ヤク-あぶない相棒- 第3話（2022年1月27日、日本テレビ）[44]
- 最初はパー（2022年10月28日 - 12月16日、テレビ朝日） - 安藤央太郎 役[45]
- 生ドラ!東京は24時 第二夜「美大の駅伝」（2023年1月3日、フジテレビ） - 星創 役
- 家政夫のミタゾノ 第6シリーズ 第6話（2023年11月14日、テレビ朝日） - 毎朝テレビ記者 役
- 大河ドラマ 光る君へ 第13回（2024年3月31日、NHK） - 人買い 役[46]
- ドラマW ゴールデンカムイ -北海道刺青囚人争奪編- 第5話（2024年11月3日、WOWOW） - 従業員 役

### バラエティ番組
- コンプレックス応援バラエティー みんなで悩めばコワくない（2015年12月6日、日本テレビ）

### ウェブドラマ
- Zアイランド〜関東極道炎上篇〜 第1話・第4話（2015年4月27日、dTV） - 反町組組員 役
- 异能机友之东京龙珠（2016年10月25日、Tencent Video）[47] - 村上大和 役
- JAM -the drama-（2021年8月26日、ABEMA）

### 映画
- 仮面ライダー THE NEXT（2007年10月27日公開、東映ビデオ、監督：田﨑竜太） - ショッカーカメンライダー 役
- クローズZERO II（2009年4月11日公開、東宝、監督：三池崇史）
- 牙狼〈GARO〉-GOLD STORM- 翔（2015年3月28日公開、東北新社、監督：雨宮慶太） - 魔戒法師リーダー 役[48]
- 新宿スワン（2015年5月30日公開、ソニー・ピクチャーズ エンタテインメント、監督：園子温） - ヒットマン 役
- 道しるべ（2015年6月13日公開、トラヴィス、監督：田中じゅうこう） - シマザキ 役
- S -最後の警官- 奪還 RECOVERY OF OUR FUTURE（2015年8月29日公開、東宝、監督：平野俊一） - テロリスト 役[49]
- 信長協奏曲（2016年1月23日、東宝、監督：松山博昭） - 家臣役
- シン・ゴジラ（2016年7月29日、東宝、総監督：庵野秀明、監督：樋口真嗣）
- 真田十勇士（2016年9月22日公開、松竹/日活、監督：堤幸彦）
- 追憶（2017年5月6日公開、東宝、監督：降旗康男）
- ダブルミンツ（2017年6月3日公開、アーク・フィルムズ/スターキャット、監督：内田英治） - 村川組幹部 役
- 大舞台は頂いた!（2017年11月28日鑑賞会実施・2018年4月1日YouTube無料配信、大田区文化振興協会、監督：神酒大亮） - コロッケ屋の常連客 役[50]
- トラさん～僕が猫になったワケ～（2019年2月15日公開、ショウゲート、監督：筧昌也）
- キングダム（2019年4月19日公開、東宝/ソニー・ピクチャーズ エンタテインメント、監督：佐藤信介） - 山の民 役
- スペシャルアクターズ（2019年10月18日公開、松竹、監督：上田慎一郎） - 廣瀬 役
- 駅までの道をおしえて（2019年10月18日公開、キュー・テック、監督：橋本直樹）[51]
- 無頼（2020年12月12日公開、チッチオフィルム、監督：井筒和幸）
- プリテンダーズ（2021年10月16日公開、ガイエ、監督：熊坂出） - はっぱ隊中佐 役
- ポプラン（2022年1月24日公開、エイベックス・ピクチャーズ、監督：上田慎一郎）[52] - 井上 役
- 終末の探偵（2022年12月16日公開、マグネタイズ、監督：井川広太郎）
- 無情の世界「イミテーション・ヤクザ」（2023年6月23日公開、G-STAR.PRO、監督：山岸謙太郎）
- キングダム 運命の炎（2023年7月28日公開、東宝/ソニー・ピクチャーズ エンタテインメント、監督：佐藤信介） - 父 役
- 鯨の骨（2023年10月13日公開、カルチュア・パブリッシャーズ、監督：大江崇允） - 鈴木 役
- 辰巳（2024年4月20日公開予定、監督：小路紘史）[53]

### 舞台
- ムシラセ69 第3回公演「スズメバチ666」（2009年6月11日 - 14日、d-倉庫）[54]
- ミュージカル「ドラゴンファンタジー2009」（2009年3月18日 - 22日、銀座博品館劇場）[55]
- 劇団ZAPPA 第14回公演「花 hana 2009」（2009年10月1日 - 12日、SPACE107） - 謹吾 役[注 1][56]
- 劇団TEAM-ODAC 第8回公演「ダルマ」（2009年11月25日 - 29日、青山円形劇場）[57]
- 劇団ZAPPA 第15回公演「鬼 ONI」（2010年4月21日 - 5月4日、東京芸術劇場 小ホール1） - 有村治左衛門 役[注 2][58]
- Neo Mask 第9回公演「アタラシイカオ」（2010年10月21日 - 26日、中目黒キンケロ・シアター）[59]
- SPACE U 15周年記念公演「ダークファンタジー マクベス2010」（2010年12月22日 - 25日、新国立劇場 小劇場） - 使者 役[60]
- Neo Mask 第10回公演「DISTANCE」（2011年4月20日 - 25日、吉祥寺シアター）[61]
- 舞台「十三人の刺客」（2012年8月3日 - 18日、赤坂ACTシアター）[62]
- 舞台「銀河英雄伝説 第四章 前篇 激突前夜」（2013年11月29日 - 12月2日、東京国際フォーラム ホールC）[63]
- Teamクースー 第4回公演「楽屋物語」（2016年12月13日 - 18日、アトリエファンファーレ高円寺）[64]
- 舞台「攪拌」（2020年5月7日 - 12日→公演中止、シアターグリーン BOX in BOX THEATER）[65] - ベテラン刑事 太神 役
- 倉山の試み〜第五弾〜「盆栽Ⅱ」（2021年5月24日 - 30日、下北沢スターダスト）[注 3][66]
- 倉山の試み Shojie's collection「盆栽Ⅰ&Ⅱ」（2021年10月14日 - 24日、下北沢スターダスト）[注 4]
- 『応答せよ、魂深く』（2023年11月17日 - 26日、吉祥寺シアター）※声の出演

### CM
- バンダイナムコゲームス「ぼくらのテレビゲーム検定 ピコッと!うでだめし」（2008年）
- 銀のさら「秘密篇」（2013年）
- 富士急ハイランド「絶望要塞2」『絶望応援団ネガティ部』（2015年） -  眉毛太造 役[67]
- 消臭激ビーズ レック「激落ちくん」（2015年）[68]
- ヘアメディカル「もしもこの世の全てのイケメンが薄毛だったら 第二章」（2016年）[69]
- Galaxy「昨日までを、超えてゆけ #3 巨獣」篇（2017年） - 原始人 役[70]
- LONG TECH NETWORK「エンパイアウォーZ（英語版）」（2017年） - ゾンビ 役[71]
- TikTok「だれでもダンスWEBムービー ギネス世界記録挑戦」篇（2018年） - 銭湯の清掃員 役[72]
- アンファーPR TikTokショートムービー（2023年、上田慎一郎監督）

### MV
- シシド・カフカ「タチアガレ」（2017年） - 怪しいおじさん 役

### その他
- オンラインホラーシアター「心霊配信の夜」（2022年2月11日配信） - 藤野教授 役[11]

## スタッフ参加
- 映画「うさぎ追いし 山極勝三郎物語」方言指導（2016年）[73]